# Patka crninka
Patka crninka (lat. Aythya marila) je mala patka iz potporodice ronilica.

## Rasprostranjenost
Gnijezdi se na tlu pokraj jezera i močvara na tundri i na sjevernoj granici tajga preko Arktika i subarktičkih regija sjevera Sjeverne Amerike, Europe i Azije.

## Opis
Duga je 42-51 cm, s rasponom krila 71-80 cm. Veća je od sivoleđe patke. Ima plav kljun i žute oči. Odrasli mužjak ima tamnu glavu sa zelenkastim sjajem, crna prsa, svjetla leđa, crni rep s bijelim donjim dijelom. Ženka ima bijeli prostor oko kljuna i smeđu glavu i tijelo.
Hranu traži ronjenjem i podvodnim plivanjem. Hrani se mekušcima i vodenim biljkama.

## Vanjske poveznice
|  | Zajednički poslužitelj ima stranicu o temi Aythya marila    |
|  | Zajednički poslužitelj ima još gradiva o temi Aythya marila |
|  | Wikivrste imaju podatke o taksonu Aythya marila             |